# Населення Американського Самоа
Населення Американського Самоа. Чисельність населення країни 2015 року становила 54,3 тис. осіб (208-ме місце у світі). Чисельність самоанців стабілізувалась, народжуваність 2015 року становила 22,89 ‰ (70-те місце у світі), смертність — 4,75 ‰ (197-ме місце у світі), природний приріст — -0,3 % (219-те місце у світі) . 

## Природний рух

### Відтворення
Народжуваність у Американському Самоа, станом на 2015 рік, дорівнює 22,89 ‰ (70-те місце у світі). Коефіцієнт потенційної народжуваності 2015 року становив 2,92 дитини на одну жінку (56-те місце у світі).
Смертність у Американському Самоа 2015 року становила 4,75 ‰ (197-ме місце у світі).
Природний приріст населення в країні 2015 року був негативним і становив -0,3 % (депопуляція) (219-те місце у світі).

### Вікова структура

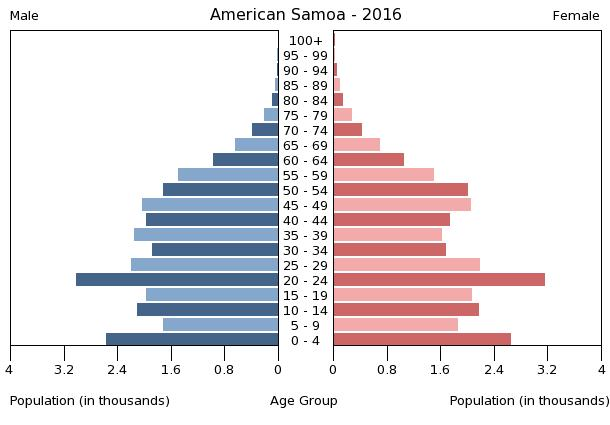
Віково-статева піраміда населення Американського Самоа, 2016 рік

Середній вік населення Американського Самоа становить 29,4 року (122-ге місце у світі): для чоловіків — 29,9, для жінок — 28,8 року. Очікувана середня тривалість життя 2015 року становила 75,14 року (105-те місце у світі), для чоловіків — 72,18 року, для жінок — 78,28 року.
Вікова структура населення Американського Самоа, станом на 2015 рік, мала такий вигляд:
- діти віком до 14 років — 24,45 % (6506 чоловіків, 6780 жінок);
- молодь віком 15—24 роки — 19,61 % (5264 чоловіки, 5395 жінок);
- дорослі віком 25—54 роки — 42,1 % (11 775 чоловіків, 11 105 жінок);
- особи передпохилого віку (55—64 роки) — 8,69 % (2326 чоловіків, 2397 жінок);
- особи похилого віку (65 років і старіші) — 5,14 % (1287 чоловіків, 1508 жінок)[1].

## Розселення
Густота населення країни 2015 року становила 277,7 особи/км² (48-ме місце у світі).

### Урбанізація
Американське Самоа надзвичайно урбанізована країна. Рівень урбанізованості становить 87,2 % населення країни (станом на 2015 рік), темпи зростання частки міського населення — -0,13 % (оцінка тренду за 2010—2015 роки).
Головні міста країни: Паго-Паго (столиця) — 48,0 тис. осіб (дані за 2014 рік).

### Міграції
Річний рівень еміграції 2015 року становив 21,13 ‰ (222-ге місце у світі). Цей показник не враховує різниці між законними і незаконними мігрантами, між біженцями, трудовими мігрантами та іншими.

## Расово-етнічний склад
| Етнічний склад (2012 рік) | Етнічний склад (2012 рік) | Етнічний склад (2012 рік) | Етнічний склад (2012 рік) | Етнічний склад (2012 рік) |
| ------------------------- | ------------------------- | ------------------------- | ------------------------- | ------------------------- |
| Етнос:                    |                           |                           | Відсоток:                 |                           |
| самоанці                  | самоанці                  |                           | 88.9%                     | 88.9%                     |
| тонганці                  | тонганці                  |                           | 2.9%                      | 2.9%                      |
| полінезійці               | полінезійці               |                           | 0.8%                      | 0.8%                      |
| філіппінці                | філіппінці                |                           | 2.2%                      | 2.2%                      |
| азіати                    | азіати                    |                           | 1.4%                      | 1.4%                      |
| мішаного походження       | мішаного походження       |                           | 2.7%                      | 2.7%                      |
| інші                      | інші                      |                           | 1.2%                      | 1.2%                      |

Головні етноси країни: самоанці — 88,9 %, тонганці — 2,9 %, інші полінезійці — 0,8 %, філіппінці — 2,2 %, інші азіати — 1,4 %, мішаного походження — 2,7 %, інші — 1,2 % населення (оціночні дані за 2010 рік).

## Мови
| Мови Американського Самоа (2012 рік) | Мови Американського Самоа (2012 рік) | Мови Американського Самоа (2012 рік) | Мови Американського Самоа (2012 рік) | Мови Американського Самоа (2012 рік) |
| ------------------------------------ | ------------------------------------ | ------------------------------------ | ------------------------------------ | ------------------------------------ |
| Мова:                                |                                      |                                      | Відсоток:                            |                                      |
| самоанською                          | самоанською                          |                                      | 88.6%                                | 88.6%                                |
| англійською                          | англійською                          |                                      | 3.9%                                 | 3.9%                                 |
| тонганською                          | тонганською                          |                                      | 2.7%                                 | 2.7%                                 |
| інші                                 | інші                                 |                                      | 3.8%                                 | 3.8%                                 |

Офіційна мова: англійська, у побуті користується 3,9 % населення. Більшість населення островів розмовляє самоанською — 88,6 %, спорідненою з гавайською та іншими полінезійськими мовами, тонганською — 2,7 %, іншими мовами — 3,8 % (оцінка 2010 року). Більшість населення країни вільно володіє двома мовами.

## Релігії
| Релігії на Американському Самоа (2010 рік) | Релігії на Американському Самоа (2010 рік) | Релігії на Американському Самоа (2010 рік) | Релігії на Американському Самоа (2010 рік) | Релігії на Американському Самоа (2010 рік) |
| ------------------------------------------ | ------------------------------------------ | ------------------------------------------ | ------------------------------------------ | ------------------------------------------ |
| Віросповідання:                            |                                            |                                            | Відсоток:                                  |                                            |
| християни                                  | християни                                  |                                            | 98.3%                                      | 98.3%                                      |
| інші                                       | інші                                       |                                            | 1.7%                                       | 1.7%                                       |

Головні релігії й вірування, які сповідує, і конфесії та церковні організації, до яких відносить себе населення країни: християнство — 98,3 %, інші — 1,7 % (станом на 2010 рік).

## Освіта
Рівень письменності 2015 року становив 99 % дорослого населення (віком від 15 років): 99 % — серед чоловіків, 99 % — серед жінок.
Дані про державні витрати на освіту у відношенні до ВВП країни, станом на 2015 рік, відсутні.

## Охорона здоров'я
Смертність немовлят до 1 року, станом на 2015 рік, становила 8,69 ‰ (149-те місце у світі); хлопчиків — 11,16 ‰, дівчаток — 6,09 ‰.

### Захворювання
Станом на серпень 2016 року в країні зареєстровано випадки зараження вірусом Зіка через укуси комарів Aedes, переливання крові, статевим шляхом, під час вагітності.
Кількість хворих на СНІД невідома, дані про відсоток інфікованого населення в репродуктивному віці 15—49 років відсутні. Дані про кількість смертей від цієї хвороби за 2014 рік відсутні. (1-ше місце у світі).

### Санітарія
Доступ до облаштованих джерел питної води 2015 року мало 100 % населення в містах і 100 % у сільській місцевості; загалом 100 % населення країни. Відсоток забезпеченості населення доступом до облаштованого водовідведення (каналізація, септик): у містах — 62,5 %, в сільській місцевості — 62,5 %, загалом по країні — 62,5 % (станом на 2015 рік).

## Соціально-економічне становище
Дані про відсоток населення країни, що перебуває за межею бідності, відсутні. Дані про розподіл доходів домогосподарств в країні відсутні.
Станом на 2012 рік, у країні 22,219 осіб не має доступу до електромереж; 59 % населення має доступ, у містах цей показник дорівнює 60 %, у сільській місцевості — 45 %. Рівень проникнення інтернет-технологій низький. Станом на липень 2015 року в країні налічувалось 17 тис. унікальних інтернет-користувачів, що становило 31,3 % загальної кількості населення країни.

### Трудові ресурси
Загальні трудові ресурси 2013 року становили 16,09 тис. осіб (215-те місце у світі). Зайнятість економічно активного населення в господарстві країни розподіляється таким чином: промисловість і будівництво — 13,1 %; сфера послуг — 86,9 % (2013). Безробіття 2005 року дорівнювало 29,8 % працездатного населення (185-те місце у світі).

## Гендерний стан
Статеве співвідношення (оцінка 2015 року):
- при народженні — 1,06 особи чоловічої статі на 1 особу жіночої;
- у віці до 14 років — 0,96 особи чоловічої статі на 1 особу жіночої;
- у віці 15—24 років — 0,98 особи чоловічої статі на 1 особу жіночої;
- у віці 25—54 років — 1,06 особи чоловічої статі на 1 особу жіночої;
- у віці 55—64 років — 0,97 особи чоловічої статі на 1 особу жіночої;
- у віці за 64 роки — 0,85 особи чоловічої статі на 1 особу жіночої;
- загалом — 1 особи чоловічої статі на 1 особу жіночої[1].

## Демографічні дослідження
Демографічні дослідження в країні ведуться рядом державних (Бюро перепису населення США) і наукових установ Сполучених Штатів Америки.

### Українською
- Атлас. 10—11 клас. Економічна і соціальна географія світу / упорядники :  О. Я. Скуратович, Н. І. Чанцева. — К. : ДНВП «Картографія», 2010. — ISBN 978-966-475-639-3.
- Атлас світу / голов. ред. І. С. Руденко ; зав. ред. В. В. Радченко ; відп. ред. О. В. Вакуленко. — К. : ДНВП «Картографія», 2005. — 336 с. — ISBN 9666315467.
- Безуглий В. В. Економічна і соціальна географія зарубіжних країн : Навчальний посібник. — К. : ВЦ «Академія», 2007. — 704 с. — ISBN 978-966-580-239-6.
- Безуглий В. В., Козинець С. В. Регіональна економічна і соціальна географія світу : Навчальний посібник. — видання 2-ге, доп., перероб. — К. : ВЦ «Академія», 2007. — 688 с. — ISBN 966-580-144-9.
- Головченко В. І., Кравчук О. Країнознавство: Азія, Африка, Латинська Америка, Австралія і Океанія. — К., 2006. — 335 с. — ISBN 966-8939-04-2.
- Гудзеляк І. І. Географія населення: Навчальний посібник / І. Гудзеляк. — Л. : Видавничий центр ЛНУ імені Івана Франка, 2008. — 232 с. — ISBN 978-966-613-599-8.
- Дахно І. І. Країни світу: Енциклопедичний довідник / І. І. Дахно, С. М. Тимофієв. — К. : Мапа, 2011. — 606 с. — (Бібліотека нового українця) — ISBN 978-966-8804-23-6.
- Дахно І. І. Економічна географія зарубіжних країн : навчальний посібник. — К. : Центр учбової літератури, 2014. — 319 с. — ISBN 978-611-01-0682-5.
- Джаман В. О. Регіональні системи розселення: демографічні аспекти. — Чернівці : Рута, 2003. — 392 с. — ISBN 9665685988.
- Дорошенко Л. С. Демографія: Навчальний посібник. — К. : МАУП, 2005. — 112 с. — ISBN 966-608-442-2.
- Дубович І. А. Країнознавчий словник-довідник. — 5-те вид., перероб. і доп. — К. : Знання, 2008. — 839 с. — ISBN 978-966-346-330-8.
- Економічна і соціальна географія країн світу. Навчальний посібник / За ред. Кузика С. П. — Л. : Світ, 2002. — 672 с. — ISBN 966-603-178-7.
- Загальна медична географія світу / В. О. Шевченко [та ін.] — К. : [б.в.], 1998. — 178 с.
- Книш М. М., Мамчур О. І. Регіональна економічна і соціальна географія світу (Латинська Америка та Карибські країни, Африка, Азія, Океанія) : навч. посіб. — Л. : ЛНУ ім. Івана Франка, 2013. — 368 с. — ISBN 978-617-10-0007-0.
- Крисаченко В. С. Динаміка населення: Популяційні, етнічні та глобальні виміри. — К. : Видавництво Національного інституту стратегічних досліджень, 2005. — 368 с. — ISBN 966-554-083-1.
- Любіцева О. О., Мезенцев К. В., Павлов С. В. Географія релігій. — К. : АртЕК, 1999. — 504 с. — ISBN 966-505-006-0.
- Масляк П. О. Країнознавство. — К. : Знання, 2007. — 292 с. — (Вища освіта XXI століття)
- Масляк П. О., Дахно І. І. Економічна і соціальна географія світу / П. О. Масляк, І. І. Дахно ; за ред. П. О. Масляка. — К. : Вежа, 2003. — 280 с. — ISBN 966-7091-53-8.

### Російською
- (рос.) Восточное Самоа // Демографический энциклопедический словарь / главн. ред. Валентей Д. И. — М. : Советская энциклопедия, 1985. — 608 с.
- (рос.) Восточное Самоа // Страны и народы. Австралия и Океания. Антарктида / Редкол. П. И. Пучков (отв. ред.) и др. — М. : «Мысль». — 301 с. — (Страны и народы) — 180 тис. прим.
- (рос.) Атлас народов мира / Отв. ред. С. И. Брук и В. С. Апенченко. — М. : ГУГК ГГК СССР и Институт этнографии им. Н. Н. Миклухо-Маклая АН СССР, 1964. — 185 с. — 20 тис. прим.
- (рос.) Численность и расселение народов мира. Этнографические очерки / под ред. С. И. Брука. — М. : Издательство АН СССР, 1962. — 487 с.
- (рос.) Лаппо Г. М. География городов: Учебное пособие для географических факультетов вузов. — М. : Туманит, изд. центр ВЛАДОС, 1997. — 476 с. — ISBN 5-691-00047-0.
- (рос.) Ягельский А. География населения. — М. : Прогресс, 1980. — 383 с.